# 河上弥市
河上 弥市（かわかみ やいち）は、幕末の長州藩士。河上繁完の子。

## 人物
高杉晋作が中心となって立ち上げた奇兵隊の第2代総監を務めた。
討幕の先駆けとなり、七卿落ちの公家である沢宣嘉を主将に奉じ、幕府直轄地で生野銀山のある生野代官所を占拠するため、但馬国で平野国臣、多田弥太郎、美玉三平、北垣晋太郎、進藤俊三郎らと挙兵するが、生野の変で敗死した。享年21。
生野の変は、土佐藩出身の吉村虎太郎を中心に挙兵した天誅組の変に呼応した挙兵であった。
明治24年（1891年）、従四位を追贈された。

### 辞世の句
「奉献　議論より実を行へ、なまけ武士、 国の大事を余所に見る馬鹿、皇国草莽臣　南八郎」
（南八郎は河上弥市の別名）
高杉は、吉村寅太郎と河上の死を知り、「私の知り合いは世に数多くいるが、私の心を知るものは吉村虎太郎と河上弥市のみだ」と悼んだという。
「予、知己天下に多し、而して能く我心を知る者は、土州の吉村寅太郎、我藩の河上弥市也、弥市節に但馬に死し、寅太郎節に大和に死す。二士之名頗る近時に冠たり、而して寅太郎は張巡に類し、弥市は霽雲 に類す。然して、二士之節義は固より巡雲の及ぶ所に非ざる也。」
（東行遺稿。東行とは高杉のこと）

### 墓所
河上ら十三士は、兵庫県朝来市山口にある山口護国神社に、幕末以降の戦役での戦没者とともに祀られている。また、高杉晋作の発議により建立された櫻山神社に、吉田松陰や晋作らと共に祀られている。

## 親族
再従弟の山田顕義は、萩市にある河上弥市碑の文を書いている。山田は河上弥市最期の地となった朝来市山口の妙見山麓に建立された忠魂碑に参ったのち、生野銀山を視察中に卒倒し、そのまま没した。
弥市亡き後、顕義の弟の繁栄が、弥市の妹の梅子と結婚し、河上家の名跡を継いだ。一方、のちに顕義の跡を繁栄の子の久雄が、さらにその跡を繁栄自身が継いだ。その他の一族・親類に、村田清風（大伯父）、山田亦介（父の従兄弟）らがいる。